# Pletni (obwód tambowski)
Pletni (ros. Плетни) – wieś (dieriewnia) w Rosji, w obwodzie tambowskim, w rejonie rasskazowskim. W 2010 liczyła 120 mieszkańców.